# 西红门胡同
西红门胡同，是位于北京市西城区中部的胡同。

## 简介
西红门胡同为南北曲折走向，北到惜薪胡同，南端向东折通往东红门胡同，西到图样山胡同，全长314米，平均宽4.5米。清朝泛称红门。1911年之后析分为东、西、南三条胡同，该段在西，所以称西红门。1965年北京市整顿地名，称西红门胡同。
2000年代，西红门胡同西段被全部拆除，兴建机关用房，仅剩下东段位于国家机关事务管理局以南的一小段，不能通行。